# کلیسای جامع عروج، گوزو
کلیسای جامع عروج مریم مقدس به بهشت (مالتی: Katidral ta' Santa Marija Assunta) یک کلیسای جامع کاتولیک رومی در ارگ (سیتادل) ویکتوریا در غودش (گوزو)، کشور مالت است. این کلیسای جامع به عروج مریم اختصاص داده شده است و از زمان تشکیل اسقف‌نشین در سال ۱۸۶۴، مقر اسقف کاتولیک رومی گوزو بوده است.